# Blaga Aleksova
Blaga Aleksova, née le 24 janvier 1922 à Tetovo, en actuelle Macédoine du Nord, morte le 12 juillet 2007 à Skopje, est une archéologue macédonienne, spécialiste d'archéologie médiévale et paléochrétienne.

## Biographie

### Formation
Après ses études au lycée, Blaga Aleksova poursuit ses études supérieures au département d'histoire de l'art de l'université Saints-Cyrille-et-Méthode de Skopje. Elle obtient en 1958 son doctorat en archéologie médiévale à l'université de Lublin.

### Carrière
De 1948 à 1950, elle travaille comme conservatrice au musée de la Ville de Skopje, puis elle dirige pendant quinze ans le département d'archéologie médiévale du musée archéologique. Elle est la directrice de ce musée de 1962 à 1975. En 1971 et en 1983, elle est boursière à Dumbarton Oaks. De 1975 à 1983, elle travaille à l'Institut d'histoire de l'art comme professeur d'archéologie médiévale et paléochrétienne. Elle prend sa retraite en 1983. Depuis 1997, elle est membre de l'Académie macédonienne des sciences et des arts.

### Direction de fouilles archéologiques
En 1952-1956, Blaga Aleksova mène des recherches dans la région de Demir Kapija. Elle y découvre les ruines d'une basilique paléochrétienne, qui est depuis reconnue comme monument de l'histoire macédonienne, et dont la reconstruction est décidée en 2011.
Elle dirige ensuite des recherches à Bargala et à Stobi, dans le cadre de projets de fouilles américano-yougoslaves. Au cours des campagnes de fouilles effectuées en 1966-1971, une basilique, un réservoir urbain et un complexe résidentiel sont mis au jour à Bargala. En 1975, elle dirige des fouilles archéologiques sur le site de Kale à l'embouchure des rivières Zletovska et Bregalnica, près de Kroupichté. Ses recherches tendent à démontrer un établissement glagolitique de l'époque de Cyrille et Méthode, mais les scientifiques ne sont pas tous convaincus de cette théorie,.
En 1981, avant la guerre, elle mène des recherches à Stobi et y découvre la basilique qui s'avère être la plus ancienne église chrétienne de Macédoine,.

## Ouvrages
- Епископијата на Брегалница : slovène Crkowen et Kulturno-prosweten centar wo Makedonija, 1989[9].
- Études sur les antiquités de Stobi, tome III, 1981, avec James Wiseman[10].
- Prosek - Demir Kapija: Slovenska nekropola i slovenske nekropole u Makedoniji, Skopje, 1966[11].
- Loca sanctorum Macedoniae : култот на мартирите во Македонија од IV до VI век, Skopje, 1995, 384 pages  (ISBN 9989-48-009-5)[12].

## Hommages
- En 2008, l'Académie macédonienne des sciences et des arts publie en son honneur le livre Spomenica posweten na Błaga Ałeksowa, membre de refonte de Makedonskata Akademija na Naukite i Umetnosti[13].